# Pierre Léopold
 (février 2021).
Pierre Léopold, né le 6 mai 1960, est directeur de recherche de classe exceptionnelle à l’Institut national de la santé et de la recherche médicale (Inserm) et membre de l’Institut de France. Il dirige l’Unité de Génétique et Biologie du Développement (UMR3215 CNRS / U934 Inserm) à l’Institut Curie - Paris, et travaille avec son équipe à la compréhension des processus de croissance des organismes.

## Biographie
Pierre Léopold entreprend des études supérieures au Lycée St Louis à Paris puis à l’École Normale Supérieure de St Coud. Il soutient une thèse d’Université en 1990 à l’Université de Nice-Sophia Antipolis après un travail dans l’équipe de F. Cuzin. Il part ensuite effectuer un stage post-doctoral de 1990 à 1993 à l’Université de Californie San Francisco (UCSF) dans l’équipe du Pr. P. O’Farrell. Il revient en France et crée son équipe de recherche grâce à l’obtention d’un financement ATIP-CNRS à l’Observatoire de Villefranche-sur-mer. De 1998 à 2018, il est chef d’équipe à l’ISBDC de l’Université de Nice (direction Jacques Pouyssegur), qui devient ensuite l’institut de Biologie Valrose (dir. S. Noselli). En 2019, il devient directeur de l’Unité de Génétique et Biologie du développement de l’Institut Curie (Paris).

## Centre d’intérêt scientifique et réalisations
À la suite de son travail de thèse sur la biologie des virus oncogènes, Pierre Léopold s’intéresse à la biologie du développement et étudie la prolifération cellulaire lors de la formation de l’embryon de drosophile (stage post-doctoral dans l’équipe du Pr. P. O’Farrell, UCSF). Ce travail lui permet d’identifier un nouveau complexe cdk, cyclin C/Cdk8, impliqué dans la fonction du mediator, contrôlant la transcription par la polymérase II,. Il étudie également la fonction d’un autre complexe cdk, cyclin H/Cdk7, et de son rôle dans le démarrage de la transcription zygotique au cours du développement précoce de la drosophile.
Après son retour en France, il entreprend avec son équipe d’étudier les mécanismes de croissance des organes et des organismes sur le modèle drosophile. Les approches utilisées sont à la frontière entre la génétique et la physiologie et permettent d’adresser deux grandes questions du domaine de la croissance. Dans un premier temps, l’équipe s’intéresse aux mécanismes d’induction de la croissance par la nutrition.  Ce travail met en évidence le rôle d’organes « sentinelles » contrôlant la croissance de manière systémique en réponse à l’information nutritionnelle. Cette recherche utilise les outils génétiques propres au modèle drosophile (cribles génétiques non biaisés, perte de fonction par ARN-interférence spatialement ciblées) pour appréhender les relations inter-organes et plus particulièrement les relais endocrines existant entre les tissus périphériques et le complexe central (cerveau/glandes endocrines) où sont produites les hormones de type insuline/IGF et stéroïdes. Ces travaux mettent en lumière la réponse à un signal nutritionnel de type acide aminé activant la voie de la kinase TOR dans le corps gras (équivalent fonctionnel du foie et du tissu adipeux chez les insectes). Cette activation conduit à la production de facteurs spécifiques qui induisent la production des hormones de croissances systémiques de type insuline/IGF par le cerveau,,,. Ces travaux mettent également en lumière les interactions entre hormones de croissance (insuline/IGF) et l'hormone stéroïdienne (ecdysone) contrôlant le programme développemental.
En parallèle à cet axe de recherche, l’équipe étudie les mécanismes de coordination de la croissance entre les organes qui permet le maintien des proportions en réponse à une altération localisée de la croissance, ainsi que le couplage entre la croissance tissulaire et la progression développementale. Elle identifie un mécanisme hormonal pressenti 30 ans plus tôt qui permet aux tissus lésés (ablation tissulaire ou croissance tumorale) d’agir sur la croissance des autres tissus et sur la sortie de la période juvénile par le biais de la production d’une hormone de type relaxine appelée Dilp8 et de son récepteur Lgr3 dans le cerveau,,.
Depuis plus récemment, les travaux de l’équipe portent sur l’étude des mécanismes génétiques de la précision développementale qui permettent un ajustement fin des paramètres de croissance au cours du développement, observé en particulier dans le cas des organes bilatéraux.
Ces travaux interrogent la physiologie normale des systèmes biologiques, ainsi que les dérèglements métaboliques observés en réponse à l’altération des voies de réponse aux hormones (insuline/IGF, stéroïdes), à la formation de tumeurs, ou lors de la régénération tissulaire.

## Honneurs et distinctions
- 2020 Membre élu de l’Académie des sciences[14]

- 2019 Membre élu de l’Academia Europaea[15]

- 2018 Grand prix de la Fondation pour la Recherche Médicale (FRM)[16]

- 2016 Récipiendaire d’un ERC Advanced grant

- 2014 Prix AXA/Académie des sciences « Grandes avancées…»

- 2011 Prix de recherche de l’Inserm

- 2010 Récipiendaire d’un ERC Advanced grant

- 2009 Prix J. Martin - Académie des sciences

- 2008 Membre élu de l’EMBO[17]

- 2006 Prix AXA/Académie des sciences « Grandes avancées…»

- 1993 récipiendaire d’une ATIP CNRS